# NGC 5295
NGC 5295 is een elliptisch sterrenstelsel in het sterrenbeeld Giraffe. Het hemelobject werd op 20 december 1797 ontdekt door de Duits-Britse astronoom William Herschel.

## Synoniemen
- MCG 13-10-9
- ZWG 353.23
- NPM1G +79.0112
- PGC 48215